# Roger Rees
Roger Rees (ur. 5 maja 1944 w Aberystwyth, zm. 10 lipca 2015 w Nowym Jorku) – amerykański aktor pochodzenia walijskiego. Laureat Nagrody im. Laurence’a Olivier'a (1980) i Nagrody Tony (1982).

## Życiorys
Urodził się w Aberystwyth w Walii. Dorastał w południowym Londynie. Studiował malarstwo i litografię w Slade School of Art. Musiał jednak porzucić naukę, gdy zmarł jego ojciec i musiał pomóc rodzinie.
Podjął pierwszą płatną pracę jako wykonawca scenografii, gdy w 1965 został poproszony o zastępstwo i zadebiutował jako aktor spektaklu Hindle Wakes w Wimbledon Theatre. W połowie lat 60. zaczął pracować w pełnym wymiarze godzin i grał na obu londyńskich i szkockich scenach. W 1968, po czwartym przesłuchaniu, został zatrudniony w Royal Shakespeare Company. Ostatecznie we wczesnych latach 80. odniósł sukces w adaptacji powieści Charlesa Dickensa Życie i przygody Nicholasa Nickelby (The Life and Adventures of Nicholas Nickelby), w której obsada liczyła 40 aktorów, za którą otrzymał nagrodę Nagrody im. Laurence’a Olivier'a (1980) i Tony (1982). Rees był również nominowany do nagrody Emmy za telewizyjną wersję sztuki.
W 1983 zadebiutował na dużym ekranie w dramacie biograficznym Boba Fosse’a Star 80 (1983) z Mariel Hemingway. Wkrótce dołączył do obsady sitcomu Zdrówko (1989–1993) jako prymitywny Brytyjczyk Robin Colcord, a później lojalny brytyjski ambasador Lord John Marbury w serialu Prezydencki poker (1999–2006). Pojawił się też w kilku brytyjskich i amerykańskich serialach telewizyjnych oraz w wielu niezależnych filmach.
Aktor był kojarzony głównie z brawurową rolą szeryfa z Rottingham w popularnej komedii Mela Brooksa Robin Hood: Faceci w rajtuzach (1993). Miał na koncie kilkadziesiąt ról filmowych. Regularnie występował także na Broadwayu.

## Życie prywatne
Rees był gejem. Od 2011 do swojej śmierci pozostawał w związku małżeńskim z pisarzem Rickiem Elicem (ur. 1956).
10 lipca 2015 zmarł w swoim domu w Nowym Jorku na raka mózgu.

## Filmografia

### Filmy
- Makbet (1979) jako Malcolm
- Sajgon: Rok kota (1983) jako Donald Henderson
- Star 80 (1983) jako Aram Nicholas
- Opowieść wigilijna (1984) jako Fred Hollywell
- Boży banita (1986) jako William Tyndale
- Góry Księżycowe (1990) jako Edgar Papworth
- Szpieg bez matury (1991) jako Augustus Steranko
- Karol i Diana (1992) jako książę Karol
- Stój, bo mamuśka strzela (1992) jako J. Parnell
- Robin Hood: Faceci w rajtuzach (1993) jako szeryf z Rottingham
- Opętany (1995) jako Robin Banks
- Titanic (1996) jako Joseph Bruce Ismay
- Sen nocy letniej (1999) jako Peter Quince
- Platynowa płyta (1999) jako Marc Reckler
- Przeprawa (2000) jako gen. Hugh Mercer
- Piotruś Pan: Wielki powrót (2002) – Edward (głos)
- Klub imperatora (2002) jako pan Castle
- Król Skorpion (2002) jako król Pheron
- Frida (2002) jako Guillermo Kahlo, ojciec Fridy
- Podróż do Nowej Ziemi (2005) jako przedstawiciel Kompanii Virginia
- Szósty mecz (2005) jako Jack Haskins
- Recepta na miłość (2006) jako Leighton Proctor
- Tylko Grace (2006) jako Andrew Barrington, Sr.
- Garfield 2 (2006) jako pan Hobbs
- Prestiż (2006) jako Owens
- Różowa Pantera (2006) jako Raymmond Laroque
- Inwazja (2007) jako Yorish Kagonavich
- Ulica Narrows (2008) jako prof. Reyerson
- Łzy szczęścia (2009) jako handlarz antykami
- Survivor (2015) jako dr Emil Balan

### Seriale
- Zdrówko (1982–1993) jako Robin Colcord (zagrał w 17 odcinkach z l. 1989–1993)
- Młodzi jeźdźcy (1989–1992) jako Tyler Dewitt (gościnnie, 1990)
- Moje tak zwane życie (1994–1995) jako Vic Racine (gościnnie, 1994)
- M.A.N.T.I.S. (1994–1995) jako John Stonebrake
- Oz (1997–2003) jako Jack Aldridge (gościnnie, 2001)
- Prawo i porządek (1990–2010) jako Wyatt Scofield (gościnnie, 2003)
- Prezydencki poker (1999–2006) jako Lord John Marbury (gościnnie w 5 odcinkach)
- Chirurdzy (od 2005) jako dr Colin Marlow (gościnnie, 2007)
- Prawo i porządek: Zbrodniczy zamiar (2001–2011) jako Duke DeGuerin (gościnnie, 2009)
- Magazyn 13 (2009–2014) jako James MacPherson (gościnnie; w 7 odcinkach z l. 2009−2013)
- Żona idealna (od 2009) jako dr Todd Grossman (gościnnie, 2010)
- Elementary (od 2012) jako Alistair Moore (gościnnie, 2012 i 2014)
- Pępek świata (od 2009) jako pan Glover (gościnnie, 2013)
- Forever (2014–2015) jako ksiądz (gościnnie, 2015)